# Coppa di Lettonia 2018 (pallavolo femminile)
La Coppa di Lettonia 2018, 3ª edizione della coppa nazionale femminile di pallavolo, si è svolta dal 21 novembre al 23 dicembre 2018: al torneo hanno partecipato sette squadre di club lettoni e la vittoria finale è andata per la prima volta al Mārupes.

## Formula
La formula ha previsto:
- Quarti di finale, giocati con gara di andata e ritorno: in caso di una vittoria a testa si è disputato un golden set.
- Semifinali, giocate con gara di andata e ritorno.
- Finale.

## Squadre partecipanti
- Babīte
- Gulbene
- Jelgava
- LU
- Mārupes
- MSĢ
- RSU

## Torneo

### Tabellone
|  | Quarti di finale | Quarti di finale | Quarti di finale |   |         | Semifinali | Semifinali | Semifinali |  |  | Finale | Finale |  |
|  |                  |                  |                  |   |         |            |            |            |  |  |        |        |  |
|  | Gulbene          | 0                | 2                |   |         |            |            |            |  |  |        |        |  |
|  | Gulbene          | 0                | 2                |   |         |            |            |            |  |  |        |        |  |
|  | Mārupes          | 3                | 3                |   |         |            |            |            |  |  |        |        |  |
|  | Mārupes          | 3                | 3                |   | Mārupes | 3          | 3          |            |  |  |        |        |  |
|  |                  |                  |                  |   | Mārupes | 3          | 3          |            |  |  |        |        |  |
|  |                  |                  | Babīte           | 1 | 0       |            |            |            |  |  |        |        |  |
|  |                  |                  |                  | 1 | 0       |            |            |            |  |  |        |        |  |
|  |                  |                  |                  |   |         |            |            |            |  |  |        |        |  |
|  |                  |                  |                  |   |         |            |            |            |  |  |        |        |  |
|  |                  | Mārupes          | 3                |   |         |            |            |            |  |  |        |        |  |
|  |                  |                  |                  |   |         |            |            |            |  |  |        |        |  |
|  |                  |                  | Jelgava          | 2 |         |            |            |            |  |  |        |        |  |
|  | MSĢ              | 1                | Jelgava          | 2 | 3       |            |            |            |  |  |        |        |  |
|  | MSĢ              | 1                |                  |   |         |            |            |            |  |  |        |        |  |
|  | RSU              | 3                | 2                |   |         |            |            |            |  |  |        |        |  |
|  | RSU              | 3                | 2                |   | RSU     | 0          | 3          |            |  |  |        |        |  |
|  |                  |                  |                  |   | RSU     | 0          | 3          |            |  |  |        |        |  |
|  |                  |                  | Jelgava          | 3 | 1       |            |            |            |  |  |        |        |  |
|  | LU               | 0                | Jelgava          | 3 | 1       | 1          |            |            |  |  |        |        |  |
|  | LU               | 0                |                  |   |         |            |            |            |  |  |        |        |  |
|  | Jelgava          | 3                | 3                |   |         |            |            |            |  |  |        |        |  |

### Risultati

#### Quarti di finale

##### Andata
| 21 novembre 2018 Gulbenes Sporta centrs, Gulbene Durata: 0h:57 - Spettatori: 34 | Gulbene | 0 - 3 | Mārupes | 18-25, 15-25, 17-25        |
| 21 novembre 2018 MSĢ sporta zāle, Sēja Durata: 1h:30 - Spettatori: 57           | MSĢ     | 1 - 3 | RSU     | 24-26, 16-25, 25-20, 19-25 |
| 23 novembre 2018 Rīgas volejbola centrs, Riga Durata: 1h:07 - Spettatori: 19    | LU      | 0 - 3 | Jelgava | 24-26, 17-25, 24-26        |

##### Ritorno
| 29 novembre 2018 Mārupes sporta komplekss, Mārupe Durata: 1h:47 - Spettatori: ?        | Mārupes | 3 - 2 | Gulbene | 26-24, 20-25, 25-23, 20-25, 15-11            |
| 28 novembre 2018 RSU Sporta kluba zāle, Riga Durata: 1h:36 - Spettatori:               | RSU     | 2 - 3 | MSĢ     | 25-18, 21-25, 25-22, 27-29 Golden set: 15-13 |
| 28 novembre 2018 Jelgavas novada sporta centrs, Jelgava Durata: 1h:16 - Spettatori: 25 | Jelgava | 3 - 1 | LU      | 25-12, 25-16, 23-25, 25-13                   |

#### Semifinali

##### Andata
| 5 dicembre 2018 RSU Sporta kluba zāle, Riga Durata: 0h:54 - Spettatori: 30     | RSU     | 0 - 3 | Jelgava | 17-25, 10-25, 13-25        |
| 6 dicembre 2018 Mārupes sporta komplekss, Mārupe Durata: 1h:23 - Spettatori: ? | Mārupes | 3 - 1 | Babīte  | 25-13, 22-25, 25-13, 25-23 |

##### Ritorno
| 12 dicembre 2018 Jelgavas novada sporta centrs, Jelgava Durata: 1h:31 - Spettatori: 32 | Jelgava | 1 - 3 | RSU     | 25-22, 20-25, 23-25, 19-25 |
| 11 dicembre 2018 Babītes sporta komplekss, Babīte Durata: 1h:45 - Spettatori: 42       | Babīte  | 0 - 3 | Mārupes | 25-27, 17-25, 16-25        |

#### Finale
| 23 dicembre 2018 Sporta nams Daugava, Riga Durata: 1h:45 - Spettatori: 350 | Mārupes | 3 - 2 | Jelgava | 26-24, 16-25, 17-25, 25-21, 15-7 |

## Statistiche
| Rendimento individuale | Rendimento individuale | Rendimento individuale | Rendimento individuale |
| Pos.                   | Nome                   | Punti                  | Squadra                |
| ---------------------- | ---------------------- | ---------------------- | ---------------------- |
| 1                      | Marta Ozoliņa          | 84                     | Mārupes                |
| 2                      | Monta Urbāne           | 75                     | Mārupes                |
| 3                      | Anna Embrekte          | 66                     | RSU                    |
| 4                      | Līva Sola              | 65                     | Jelgava                |
| 5                      | Agija Sidorova         | 57                     | Mārupes                |

| Attacchi vincenti | Attacchi vincenti | Attacchi vincenti | Attacchi vincenti |
| Pos.              | Nome              | Punti             | Squadra           |
| ----------------- | ----------------- | ----------------- | ----------------- |
| 1                 | Marta Ozoliņa     | 63                | Mārupes           |
| 2                 | Anna Embrekte     | 51                | RSU               |
| 2                 | Monta Urbāne      | 51                | Mārupes           |
| 4                 | Līva Sola         | 49                | Jelgava           |
| 5                 | Agija Sidorova    | 46                | Mārupes           |

| Muri vincenti | Muri vincenti  | Muri vincenti | Muri vincenti |
| Pos.          | Nome           | Punti         | Squadra       |
| ------------- | -------------- | ------------- | ------------- |
| 1             | Monta Urbāne   | 21            | Mārupes       |
| 2             | Ineta Krūmiņa  | 10            | Mārupes       |
| 3             | Simona Rozīte  | 9             | Jelgava       |
| 4             | Līva Sola      | 8             | Jelgava       |
| 4             | Daila Žukauska | 8             | Gulbene       |

| Battute vincenti | Battute vincenti | Battute vincenti | Battute vincenti |
| Pos.             | Nome             | Punti            | Squadra          |
| ---------------- | ---------------- | ---------------- | ---------------- |
| 1                | Marta Ozoliņa    | 16               | Mārupes          |
| 2                | Anna Embrekte    | 12               | RSU              |
| 2                | Olga Kļukeviča   | 12               | Mārupes          |
| 4                | Agija Sidorova   | 11               | Mārupes          |
| 5                | Ilona Cehanoviča | 8                | Jelgava          |
| 5                | Alise Pastare    | 8                | RSU              |
| 5                | Līva Sola        | 8                | Jelgava          |